# Anthia burchelli
Anthia burchelli is een keversoort uit de familie van de loopkevers (Carabidae). De wetenschappelijke naam van de soort is voor het eerst geldig gepubliceerd in 1832 door Hope.

## Ondersoorten
De soort Anthia burchelli omvat de volgende ondersoorten:
- Anthia burchelli burchelli Hope, 1832
- Anthia burchelli maculata Sternberg, 1906
- Anthia burchelli petersi Klug, 1853
- Anthia burchelli upembana (Basilewsky, 1953)